# Dziennik Mód Paryskich

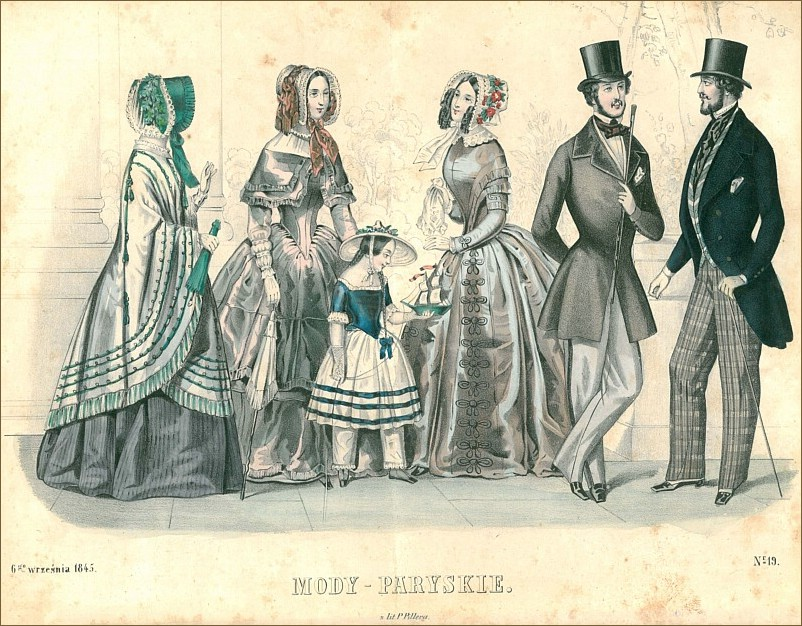
Rycina prezentująca ubiory z „Dziennika Mód Paryskich” z roku 1845

Dziennik Mód Paryskich – wydawane we Lwowie czasopismo, poświęcone modzie i literaturze, ukazujące się w latach 1840–1849 (przy czym od 1848 do 1849 roku pod zmienionym tytułem „Tygodnik Polski. Pismo poświęcone Literaturze, Obyczajom i Strojom”). Powstało z inicjatywy krawca Tomasza Kulczyckiego. „Dziennik Mód Paryskich” należał do jednych z pierwszych nowoczesnych czasopism polskich. Od 1848 roku poświęcony był również tematyce politycznej.

## Historia pisma

### Okres 1840–1842
Czasopismo zostało założone przez lwowskiego krawca Tomasza Kulczyckiego i redagowane było w jego domu, przy pracowni krawieckiej (przy placu Ferdynanda). Pismo powstało w wyniku mecenasowskich ambicji założyciela oraz w odpowiedzi na zapotrzebowanie na pismo kulturalne publikowane w Galicji. Miało również pełnić rolę pisma zawodowego dla krawców oraz magazynu popularyzującego modę; rolę tę spełniało poprzez zamieszczanie wykrojów krawieckich, plansz (autorstwa m.in. Karola Auera) i felietonów przedstawiających najnowsze tendencje w modzie. Wzorowało się przede wszystkim na francuskim czasopiśmie „Petit Courrier des Dames. Journal des Modes”, łączącym tematykę ze świata mody z zagadnieniami literackimi.
W założeniu wydawnictwa i zdobyciu koncesji pomagał Kulczyckiemu Józef Dunin Borkowski. Czasopismo drukowane było przez Piotra Pillera. Pierwszy numer „Dziennika...” ukazał się 1 stycznia 1840 roku, redagował go Żegota Pauli. Następnie rolę redaktora przejął August Bielowski, który piastował tę funkcję aż do 1847 roku. Pismo ukazywało się w tym okresie każdego 1 i 16 dnia miesiąca. Pod koniec 1840 roku posiadało 130 prenumeratorów. Poświęcone było wtedy głównie kwestiom estetycznym, oprócz artykułów poświęconych modzie drukowało kroniki literackie, relacje z koncertów, przekładu literatury obcej, utwory polskich pisarzy i felietony teatralne.

### Okres 1843–1846
Pismo stało się w tym czasie dwutygodnikiem i posiadało około 300 prenumeratorów. Adresowane było ówcześnie do inteligencji, mieszczaństwa lub wykształconego ziemiaństwa, a szczególnie do pochodzących z tych warstw kobiet. W tym czasie pismo propagowało literaturę dydaktyczną, zaangażowanie w życie społeczne i narodowe oraz głęboką moralność. Potępiało natomiast życie salonowe, kosmopolityzm, postawę lojalistyczną wobec zaborców oraz pogoń za majątkiem.

### Okres 1847–1849
W 1847 roku funkcję redaktora pisma objął Jan Dobrzański. W 1848 roku pismo posiadało około tysiąca prenumeratorów. „Dziennik...” drukował wtedy chętnie powieści społeczne, mające wychowywać czytelników w duchu moralności i służby sprawom narodowym. Na łamach pisma zamieszczano m.in. powieści Józefa Dzierzkowskiego, utwory teatralne Karola Szajnochy i poezje Kornela Ujejskiego. Po wybuchu Wiosny Ludów czasopismo zajęło się w dużej mierze tematyką polityczną. W artykułach propagowano edukację ludu i popierano uwłaszczenie chłopów. Zajmowano się również tematyką narodową, propagując demokratyzację społeczeństwa i próby uzyskania swobód konstytucyjnych i autonomię narodu polskiego bez uciekania się do czynów zbrojnych. Publikowano liczne komentarze dotyczące aktualnych wydarzeń. W redakcji zbierano również podpisy pod petycją domagającą się polskiej autonomii. W 1848 roku pismo stało się wychodzącym co czwartek tygodnikiem. Od 1 lipca 1848 roku pismo wychodziło pod nowym tytułem – „Tygodnik Polski. Pismo poświęcone Literaturze, Obyczajom i Strojom”.
W 1849 roku redaktorem pisma został Jan Zachariasiewicz. Upadek Wiosny Ludów na początku tego roku i idące za tym zniechęcenie ideowe, spowodowały znaczny spadek liczby prenumeratorów pisma i jego finansowy upadek. Ostatni numer ukazał się 17 lutego 1849 roku. Wydawca stracił na wydawaniu czasopisma 10 000 zł.